# Konstantin Konstantinowitsch Jurenew

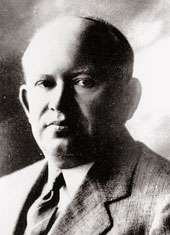
Konstantin Jurenew

Konstantin Konstantinowitsch Jurenew (russisch Константин Константинович Юренёв; * 1888; † 1. August 1938) war ein sowjetischer Politiker und Diplomat.
Jurenew wurde 1905 Mitglied der Fraktion der Bolschewiki innerhalb der SDAPR, nach der Oktoberrevolution 1917 einer der Organisatoren der Roten Armee.
Später ging er in den sowjetischen diplomatischen Dienst. Er diente vom 16. Mai 1921 bis zum 1. Februar 1922 als sowjetrussischer Botschafter in der Volksrepublik Buchara. Nach Diensten unter anderem in Lettland, der Tschechoslowakei, Persien und Italien diente er vom 1. Oktober 1927 bis 24. Januar 1933 als sowjetischer Botschafter in Österreich, danach in Japan und vom 16. Juni bis 11. Oktober 1937 als Botschafter im Deutschen Reich.
1938 wurde er Opfer des Großen Terror in der Sowjetunion.